# Christian Kluttig
Christian Kluttig (* 17. August 1943 in Dresden) ist ein deutscher Dirigent, Pianist und Hochschullehrer. Von 1979 bis 1990 war er Chefdirigent des Händelfestspielorchesters. Im Jahr 1983 in Halle zum Generalmusikdirektor ernannt, wirkte er als solcher am Theater Halle und am Theater Koblenz. Besondere Verdienste erwarb sich der Händel-Interpret um die Implementierung der historischen Aufführungspraxis in der Saalestadt, was ihn zu einem der wichtigsten Protagonisten auf diesem Gebiet in der DDR machte. Darüber hinaus widmete er sich der zeitgenössischen Musik.

## Leben
Christian Kluttig wurde als Sohn des Kantors und nachmaligen Kirchenmusikdirektors Gottfried Kluttig (1913–2004) geboren und besuchte die Dresdner Kreuzschule. Von 1961 bis 1967 studierte er Dirigieren bei Rudolf Neuhaus und Horst Förster an der Hochschule für Musik Carl Maria von Weber. Ferner nahm er an Dirigierkursen von Arvīd Jansons und Igor Markevitch in Weimar sowie Hans Swarowsky und Witold Rowicki in Wien teil.
Nachdem er in Dresden ebenso eine Klavierausbildung bei Ingeborg Finke-Siegmund durchlaufen hatte, erhielt er 1967 sein erstes Engagement als Solorepetitor mit Dirigierverpflichtung an der Sächsischen Staatsoper. Hier wirkte er mit Le postillon de Lonjumeau von Adolphe Adam, Der Freischütz von Carl Maria von Weber und Die Zauberflöte von Wolfgang Amadeus Mozart erstmals als Operndirigent. 1969 dirigierte er mit Deidamia auch seine erste Händel-Oper. In Dresden lernte er bei den Orchesterarbeiten viel von Gastdirigenten wie Rudolf Kempe und Igor Markevitch.
1969 wurde er Erster Kapellmeister am Städtischen Theater Chemnitz. In dieser Funktion studierte er u. a. die Opern Simon Boccanegra von Giuseppe Verdi und Pique Dame von Pjotr Tschaikowski ein. Am Opernhaus leitete er 1974 die Premiere der Carl-Riha-Inszenierung von Wagners Meistersinger von Nürnberg mit Konrad Rupf als Hans Sachs. In einem späteren Interview (1985) gab er an, dass sich seine bisherige Wagner-Arbeit für ihn als „eine große Beglückung“ erwies. Gleichsam bedauerte er, dass er kaum Gelegenheit fand, ihn zu interpretieren. 1975 stieg er zum Musikalischen Oberleiter auf. Im Jahr 1979 eröffnete er in der Stadthalle Chemnitz mit Schumanns Oratorium Das Paradies und die Peri die Robert-Schumann-Tage. Daneben widmete er sich in Chemnitz der sinfonischen Arbeit von Dmitri Schostakowitsch und Gustav Mahler.

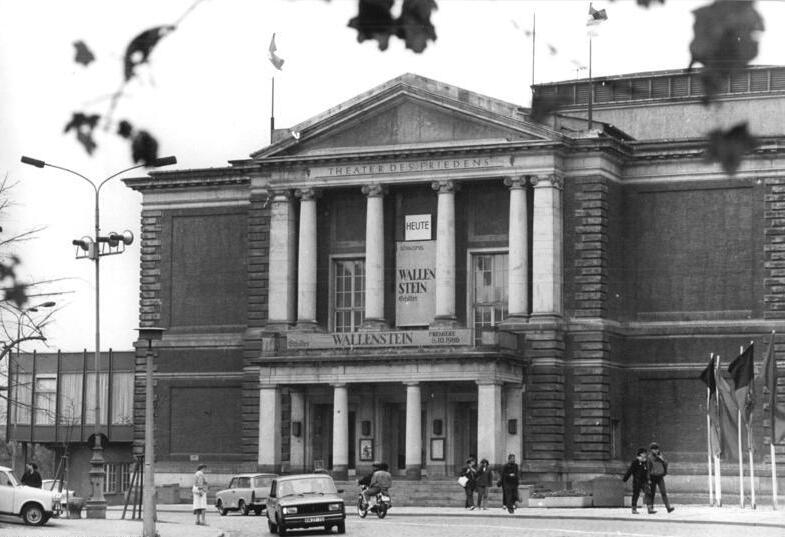
Theater des Friedens, Landestheater Halle (1986)

Schließlich holte ihn 1979 der Intendant Ulf Keyn als Musikalischen Oberleiter an das Landestheater Halle. Damaliger Operndirektor war Martin Schneider. Außerdem wurde er Chefdirigent des Händelfestspielorchesters und übernahm von 1979 bis 1990 alle Händel-Produktionen in Halle. So leitete er Ezio (1979), Agrippina (1980), Poro (1981), Alessandro (1983), Floridante (1984), Il pastor fido und Terpsichore (1985), Partenope (1985), Rinaldo (1987), Oreste (1988) und Tamerlano (1990). Die Oper Rinaldo war mit 41 Aufführungen die zweitmeistgespielte Händel-Inszenierung in Halle. Unterstützung hinsichtlich der Aufführungspraxis erhielt Kluttig durch den Musikwissenschaftler Bernd Baselt. Kluttig hatte „ein immenses Arbeitspensum und verkrustete Strukturen“ im Zusammenhang mit der Georg-Friedrich-Händel-Gesellschaft zu bewältigen, so der Opernregisseur Andreas Baumann. Neben Baumann arbeitete er in Halle ab 1986 eng mit Peter Konwitschny zusammen. So hatte Kluttig seinen Anteil an der Öffnung der Festspiele für das Regietheater. Kluttig verhalf vor allem auf Empfehlung der Gesangspädagogin Helga Forner mehreren in Leipzig sozialisierten Sängern zu Engagements in der Saalestadt. Unter den Neuverpflichteten waren Annette Markert, Juliane Claus, Hendrikje Wangemann, Jürgen Trekel und Tomas Möwes. Wiederholt lud er Simone Kermes als Gast ein. Besondere Förderung erhielt der erste „hauseigene“ Countertenor Axel Köhler. Kluttig stand nach Baumann für die „Beibehaltung der Händelschen Dramaturgie“ und ließ „am Originaltext orientierte Neuübersetzungen herstellen“. So gab er wesentliche Anregungen für einen „Neuen Händelstil Halle“. Halle avancierte zu einem „ostdeutschen Zentrum der historischen Spielpraxis“, wie der Musikjournalist Michael Struck-Schloen formulierte. Für die Musikwissenschaftlerin Karin Zauft war Kluttig „einer der Vorreiter für die historische Aufführungspraxis in der DDR“. Das Opernensemble gastierte sowohl im sogenannten Ostblock (Tschechoslowakei, Polen, Ungarn) als auch in der Bundesrepublik Deutschland, in Österreich und in der Schweiz. Nach Aufführungen 1985 beim Prager Frühling und bei den Dresdner Musikfestspielen führten ihn Gastspiele noch vor dem Mauerfall zu dem Kissinger Sommer (1989–1993, 1995, 2000/01) und zu den Innsbrucker Festwochen der Alten Musik.
In Halle verantwortete Kluttig nach Gilbert Stöck auch „zwei landesweit beachtete Produktionen zeitgenössischer und zugleich gesellschaftskritischer Opern“: 1984 wurde Der Preis von Karl Ottomar Treibmann inszeniert und 1986 Candide von Reiner Bredemeyer uraufgeführt. Anlässlich der Hallischen Musiktage brachte er mit dem Händelfestspielorchester wiederholt Werke ausländischer Komponisten zur Uraufführung, so 1980 Awet Terterjans Sinfonie Nr. 5 und 1985 Primož Ramovš’ Dialog für Klavier und Orchester (Solistin: Bettina Otto). Wie Gilbert Stöck feststellte, stand Kluttig auch Werken von Gerd Domhardt „offen gegenüber“. So verhalf er 1982 dessen Sinfonie II zur Uraufführung. 1990 führte er Günter Neuberts Orchestermusik „Das verschenkte Weinen“ urauf. Im Jahr 1990 gehörte er im Händel-Haus zu den Mitbegründern des Halleschen Musikrates, als dessen stellvertreter Vorsitzender er fortan fungierte. Die abnehmenden Besucherzahlen am Landestheater Halle im Zuge der Wende führten wohl letzten Endes zum Rücktritt des Gespanns Kluttig und Baumann.
Nach einem Gastspiel war Kluttig von 1991 bis 1998 in der Nachfolge von James Lockhart Chefdirigent des Staatsorchesters Rheinische Philharmonie und gleichsam Musikalischer Oberleiter des Theaters Koblenz. Hier pflegte er sowohl das Opern- als auch das Konzertrepertoire. So dirigierte er einerseits die Händel-Opern Giulio Cesare (1989), Serse (1993), Alcina (1997) und Tamerlano (1999), andererseits führte er alle Mahler-Sinfonien auf. Anlässlich der 2000-Jahr-Feier der Stadt gab er mit Mahlers 8. Sinfonie ein Festkonzert in der Sporthalle Oberwerth. Mit dem Orchester oblag ihm die Uraufführung von Róbert Wittingers Sinfonia no. 5. Während Kluttigs Amtszeit erhielt der Klangkörper vom Deutschen Musikverleger-Verband den Preis „Bestes Konzertprogramm der Spielzeit“ 1995/96.
Kluttig nannte einst Claudio Abbado als sein künstlerisches Vorbild. Für den Musikkritiker Wolf-Eberhard von Lewinski ist er „ein souverän steuernder und unprätentiös gestaltender Dirigent“. Der Musikwissenschaftler Peter Gülke attestierte Kluttig eine Verbindung aus „Bescheidenheit […] mit der Autorität des Hochkompetenten“. Er habe „ein riesiges Opernrepertoire absolviert“ und sei in der historischen Aufführungspraxis (Barock) sowie bei „den Klassikern und in Mahler-Partituren“ bewandert. So umfasst Kluttigs Repertoire insbesondere Orchesterwerke und Oratorien von Georg Friedrich Händel sowie Werke von Wolfgang Amadeus Mozart und Gustav Mahler. Außerdem setzte er sich für zeitgenössische Musik ein, etwa brachte er 1972 das Klavierkonzert von Manfred Weiß, ein Auftragswerk der Staatskapelle Dresden (Solist: Gerhard Berge), und 1983 im Neuen Gewandhaus zusammen mit dem Rundfunk-Sinfonieorchester Leipzig Christfried Schmidts „Munch-Musik“ zur Uraufführung. Gastdirigate führten ihn an die Staatsopern Berlin und Dresden sowie das Landestheater Linz (Serse, 1981) und die Städtischen Bühnen Osnabrück (Alcina, 1997). Außerdem arbeitete er u. a. mit dem Rundfunk-Sinfonieorchester Berlin, der Dresdner Philharmonie und dem Berliner Sinfonie-Orchester sowie der Leningrader Philharmonie zusammen. Er legte mehrere Rundfunk- und Schallplattenproduktionen vor.
Im Jahr 1984 holte ihn Rektor Gustav Schmahl als Dirigierlehrer an die Hochschule für Musik „Felix Mendelssohn Bartholdy“ Leipzig. Das dortige Hochschulsinfonieorchester (HSO) übernahm er zusätzlich Ende der 1980er Jahre und leitete es in einer ersten Phase bis zu seinem Weggang nach Koblenz 1991 im Lehrauftrag. Nachdem er bereits 1998 in Dresden einem Ruf als Professor für Orchesterdirigieren gefolgt war, erhielt er 2000 zusätzlich eine Professur in Leipzig. Außerdem wurde er diesmal hauptamtlicher Leiter des Leipziger HSO. In seine Amtszeit fielen die Eröffnung des Großen Saales und die Verpflichtung von namhaften Gastdirigenten wie Fabio Luisi, Kurt Masur und Herbert Blomstedt. Nach einer Zwischenzeit mit seinem vormaligen Assistenten Michael Köhler 2003/04 übernahm er das Leitungsamt erneut bis zu seiner Emeritierung 2007. Darüber hinaus leitete er mehrere Kurse des Dirigentenforums beim Deutschen Musikrat (Koblenz 1993, 1996 und 1998, Hilchenbach 2001, Recklinghausen 2011). Bis 2015 war er in Dresden noch Lehrbeauftragter für Dirigieren. Zu seinen Schülern gehören u. a. Titus Engel, Stefan Sanderling und Ines Schreiner.
Dann aber erlitt Kluttig eine irreversible Gehörserkrankung, wodurch er 2002 seinen Dirigentenberuf beenden musste. Er engagiert sich seitdem verstärkt als Kammermusikpianist und Liedbegleiter. Kluttig ist Gründungsmitglied des Alumnivereins und Vorstandsmitglied der Freundesgesellschaft der Dresdner Musikhochschule. Er ist verheiratet und Vater von drei Söhnen, deren ältester Roland Kluttig (* 1968) ebenfalls Dirigent ist. Außerdem ist er Vater einer 1989 geborenen Tochter.

## Auszeichnungen
- 1969: Förderungspreis beim Dresdner Carl-Maria-von-Weber-Wettbewerb[46]
- 1971: Felix-Mendelssohn-Bartholdy-Stipendium 1971/72[47]
- 1981: Händelpreis des Bezirkes Halle[48]
- 1983: Verleihung des Titels Generalmusikdirektor[49]
- 1998: Ehrenmitglied des Richard-Wagner-Verbandes Koblenz[50]

## Diskographie (Auswahl)
- Georg Friedrich Händel: Ode for St. Cecilia’s Day (ETERNA, 1982 / Berlin Classics 1997) – Monika Frimmer, Eberhard Büchner, Kammerchor mit Mitgliedern des Chores des Landestheaters Halle, der Halleschen Chorsolisten und des Collegiums vocale, Händel-Festspielorchester Halle
- Gerd Domhardt: 2. Sinfonie (NOVA, 1988) – Rundfunk-Sinfonie-Orchester Leipzig
- Christfried Schmidt: Munch-Musik (WERGO, 1994) – Rundfunksinfonieorchester Leipzig
- Engelbert Humperdinck: Die Heirat wider Willen (Deutsche Schallplatten, 1996) – Nils Giesecke, Simone Kermes, Peter Edelmann, Lena Lootens, Staatsorchester Rheinische Philharmonie
- Róbert Wittinger: Sinfonia no. 5 (ANTES EDITION, 1998) – Staatsorchester Rheinische Philharmonie
- Louis Spohr: Konzertante Werke (Deutsche Schallplatten, 2003) – Staatsorchester Rheinische Philharmonie u. a.